# Iļģi
Iļģi je latvijska folk rock glasbena skupina.
Ustanovljena je bila 21. aprila 1981. Sprva je delovala kot folklorna skupina, ki je zbirala in izvajala tradicionalno ljudsko glasbo, sčasoma pa so se preusmerili k svobodnejšim interpretacijam in pričeli skladati lastne pesmi. Svoje prve posnetke so pozneje izdali na plošči Agrie gadi (»Zgodnja leta«). Prvi album skupine, Rāmi, rāmi, vsebuje večinoma počasne in umirjene pesmi; podoben je bil album Riti.
Z albumom Saules meita (»Hči sonca«) leta 1998, ki je meril na širše občinstvo kot prejšnji, je njihova glasba dobila primesi sodobnejše pop in rock glasbe. Za ta album so prejeli veliko glasbeno nagrado latvijskega ministrstva za kulturo, najvišje državno priznanje na področju glasbe. Leta 2002 so izdali priredbo Rainisove igre Spēlēju, dancoju (»Igral sem, plesal sem«) v obliki folk-rock-opere z različnimi glasbenimi slogi. Na nadaljnje albume so vključili tudi folklorne elemente drugih narodov.

## Diskografija
- Rāmi, rāmi (1993)
- Bāreņu dziesmas (1993)
- Riti (1996)
- Saules meita (1998)
- Sēju vēju (2000)
- Spēlēju, dancoju (2002)
- Agrie gadi (2002)
- Kaza kāpa debesīs (2003)
- Rāmi un ne (2004)
- Totari (2005)
- Ne uz vienu dienu (2006)
- Ej tu dejot (2008)
- Īsākās nakts dziesmas (2009)
- Tur saulīte pērties gāja (2011)
- Izlase (2011)
- Tur kur mīti (2016)
- Spēlēju. Dancoju. Dejoju. (2017)